# Notochodaeus maculatus
Notochodaeus maculatus là một loài bọ cánh cứng trong họ Ochodaeidae. Loài này được miêu tả khoa học đầu tiên năm 1875 bởi Waterhouse.